# Coregonus kiletz
Coregonus kiletz és una espècie de peix de la família dels salmònids i de l'ordre dels salmoniformes.